# Strawberry Lane
Strawberry Lane es una serie de televisión filipina transmitida por GMA Network del 15 de septiembre de 2014 a 2 de enero de 2015. Está protagonizada por Bea Binene, Kim Rodríguez, Jhoana Marie Tan y Joyce Ching.

## Elenco

### Papeles principales
- Bea Binene como Clarissa Javier Morales.
- Kim Rodríguez como Jacqueline "Jack" Perez.
- Jhoana Marie Tan como Guadalupe "Lupe" Santos.
- Joyce Ching
  - Dorina Rosales / Amella 'Amy' Tolentino Morales†
  - Amella 'Dory' Peralta

### Elenco principal
- Sunshine Dizon como Elena "Elaine" Tolentino-Morales.
- Sheryl Cruz como Moniqa "Monique" Tolentino-Bernarte.
- Jake Vargas como Gabriel 'Gabo' Valentino.
- Rita De Guzman como Lavinia Tolentino Bernarte.
- Kiko Estrada como Paulino 'Paul' Montevilla.
- Jeric Gonzales como George Tolentino Escudero.
- Christian Bautista como Richard 'Rich' Tolentino.
- TJ Trinidad como Jonathan 'Jun' Morales.

### Elenco recurrente
- Boots Anson-Roa como Doña Stella Tolentino.
- Chanda Romero como Ms. Digna Castro.
- Jay Manalo como Christopher 'Chris' Bernarte.
- Marky Lopez como Carlene.
- Tanya Garcia como Myrna Javier / Sarah Jaymalin.
- Sherilyn Reyes como Marga Valentino.
- Tessie Tomas como Margaret Jaymalin.
- Nicole Dulalia como Chloe.
- Shelly Hipolito como April Jaymalin.
- Diego Castro como Mario Escudero.
- Carme Sánchez como Amella's Lola.

### Elenco de invitados
- James Wright} como Gil Villa.
- Jenine Desiderio como Madame Villa.
- Raymond Bagatsing como Hector Rosales.
- Djanin Cruz como Loisa.
- Dang Cruz como Asther.
- Jan Marini como Rebecca "Bebs" Rosales.
- Aicelle Santos como Lani Santos.
- Caprice Cayetano como Luisa.
- Roseanne Magan como Kachuchay.
- Ynez Veneración como Dolores.
- Art Acuña como Delphin.

### Participaciones especiales
- Tina Paner como Salve "Marcela" Rosales.
- Lani Mercado como Maring Javier.
- Ashley Cabrera como Dorina (joven).
- Milkcah Wynne Nación como Clarissa (joven).

### Equipo
- Abner Domínguez como estilista.